# Photedes stigmatica
Photedes stigmatica là một loài bướm đêm trong họ Noctuidae.